# 5 iulie
ianuarie • februarie • martie  • aprilie  • mai  • iunie  • iulie  • august  • septembrie  • octombrie  • noiembrie  • decembrie
5 iulie este a 186-a zi a calendarului gregorian și a 187-a zi în anii bisecți. Mai sunt 179 de zile până la sfârșitul anului.

## Evenimente

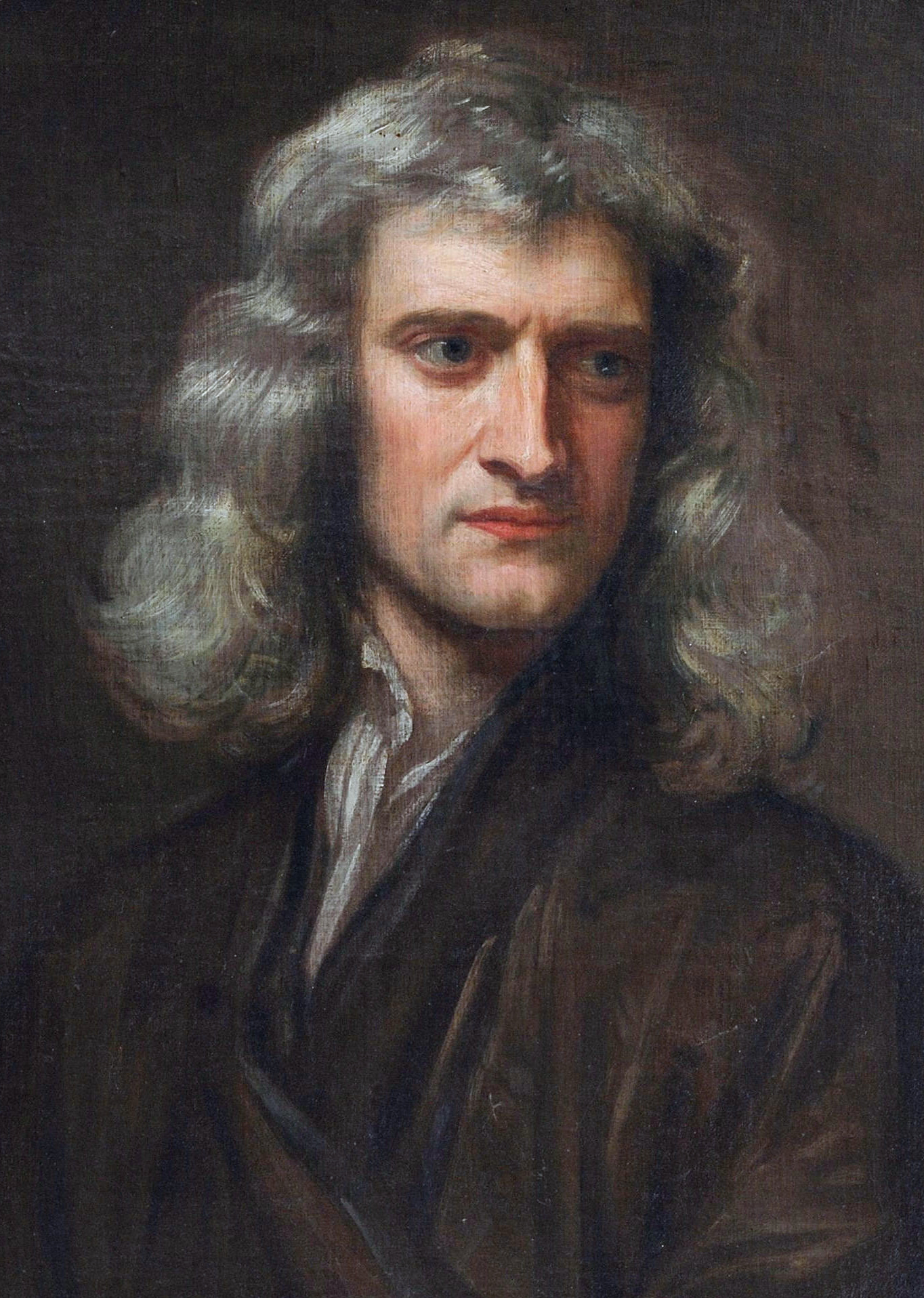
1687: Este publicată lucrarea lui Isaac Newton, Philosophiae Naturalis Principia Mathematica.

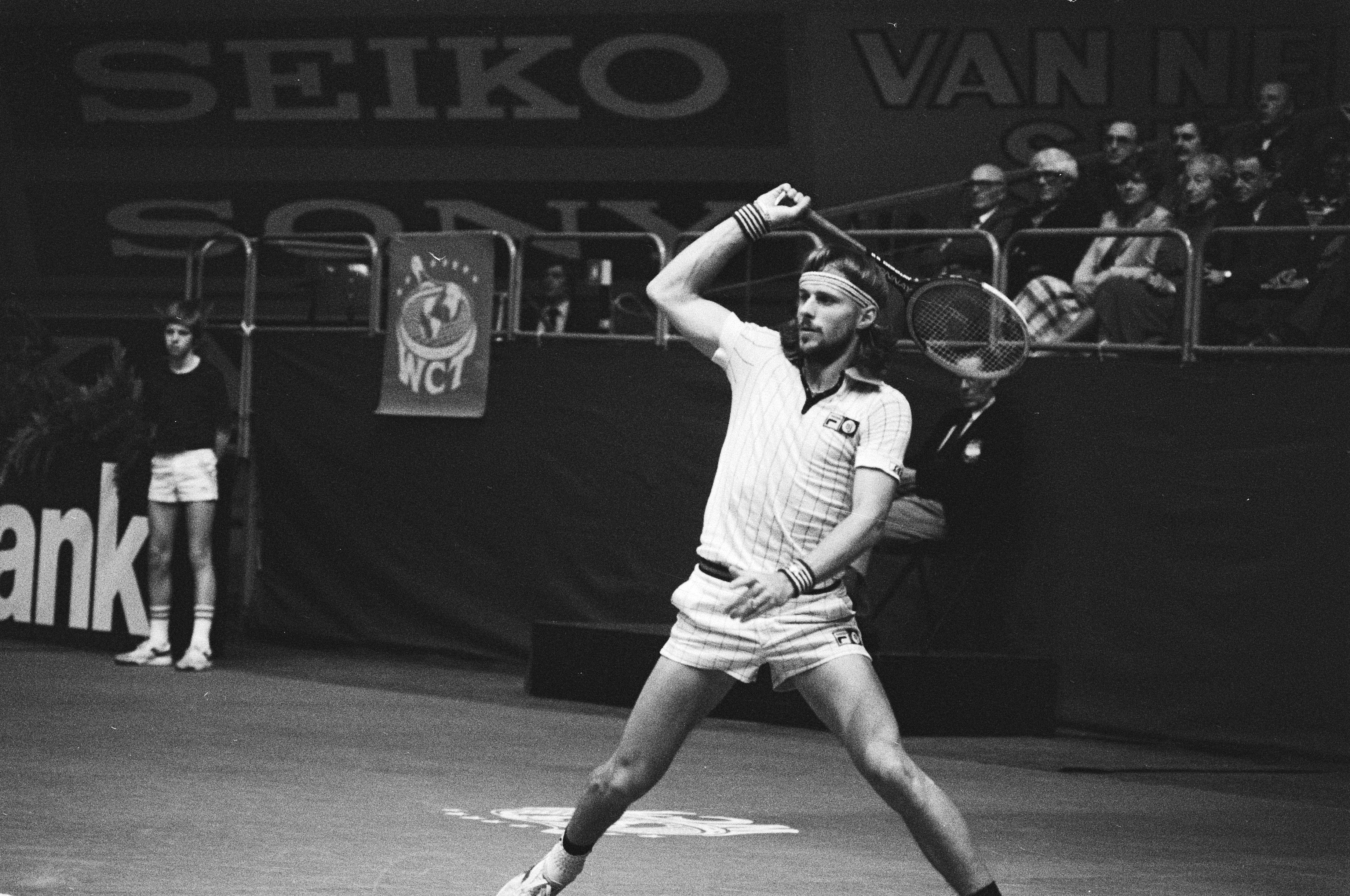
1980: Jucătorul de tenis suedez Björn Borg câștigă a cincea finală de la Wimbledon și devine primul jucător de tenis de sex masculin care a câștigat campionatatul de cinci ori la rând (1976–1980).

1989: În Statele Unite se difuzează primul episod al serialului Seinfeld.

- 0328: Inaugurarea oficială a podul lui Constantin cel Mare de la Sucidava (Corabia), construit peste Dunăre, de către arhitectul Theophilus Patricius.
- 1687: Este publicată lucrarea lui Isaac Newton, Philosophiae Naturalis Principia Mathematica.
- 1770: Începe bătălia de la Chesma între Imperiul Rus și Imperiul Otoman finalizată după două zile cu victoria rusă.
- 1809: Are loc Bătălia de la Wagram, cea mai mare confruntare militară din cadrul Războiului celei de-a Cincea Coaliții. Forțele lui Napoleon I înfrâng armatele imperiale habsburgice, comandate de arhiducele Carol de Austria.
- 1811: Venezuela a devenit primul stat sud-american care și-a proclamat independența față de Spania.
- 1830: Franța invadează Algeria.
- 1865: A fost impusă pentru prima oară în lume o limită de viteză în Marea Britanie: 2 mile/h (3,2 km/h) în oraș și 4 mile/h (6,4 km/h) la țară.
- 1870: Incendiu devastator în Istanbul, soldat cu 1.200 morți și 60.000 persoane rămase fără locuințe.
- 1884: Germania intră în posesia Camerunului.
- 1941: Brigăzile 1 și 4 Mixte din cadrul Armatei Române au eliberat orașul Cernăuți.
- 1943: Bătălia de la Kursk–Orel–Belgorod, încheiată la 23 august, desăvârșește cotitura radicală în desfășurarea celui de-Al Doilea Război Mondial, începută la Stalingrad în 1942.
- 1946: La Paris au fost prezentați primii bikini.
- 1954: BBC difuzează primul său buletin de știri de televiziune.
- 1954: Elvis Presley înregistrează primul său single, That's All Right, la Sun Records din Memphis, Tennessee.
- 1958: Prima ascensiune a vârfului Gasherbrum I - al 11-lea ca înălțime din lume.
- 1959: Președintele Indoneziei, Ahmed Sukarno, a dizolvat parlamentul și și-a asumat puteri depline, instalând propria-i dictatură. În 1962 s-a declarat președinte pe viață. S-a retras din funcție în 1967.
- 1962: Algeria devine independentă față de Franța.
- 1965: Proclamarea noii Constituții a statului Honduras.
- 1965: Marea soprană Maria Callas a realizat o nouă performanță cântând în opera "Tosca" de Giacomo Puccini la "London's Covent Garden".
- 1969: La un concert în aer liber gratuit din Hyde Park din Londra, The Rolling Stones îl comemorează pe fondatorul trupei, Brian Jones, care a murit cu două zile mai devreme la vârsta de 27 de ani.
- 1973: Ministrul apărării Juvénal Habyarimana îl răstoarnă pe verișorul său Grégoire Kayibanda din funcția de președinte al Ruandei într-o lovitură de stat și stabilește o dictatură care va dura 20 de ani.
- 1975: Capul Verde își câștigă independența față de Portugalia.
- 1980: Jucătorul de tenis suedez Björn Borg câștigă a cincea finală de la Wimbledon și devine primul jucător de tenis de sex masculin care a câștigat campionatatul de cinci ori la rând (1976–1980).
- 1989: În Statele Unite se difuzează primul episod al serialului Seinfeld.
- 1995: Armenia își adoptă constituția, la patru ani după independența de Uniunea Sovietică.
- 1996: S-a născut Dolly, prima oaie clonată din lume.
- 1999: Bundestagul (Camera Inferioară a Parlamentului) începe să se mute oficial din Bonn, la Berlin.
- 2004: În Indonezia au avut loc primele alegeri prezidențiale directe. Scrutinul, desfășurat după șase ani de la căderea dictatorului Suharto, s-a încheiat cu alegerea generalului Susilo Bambang Yudhoyono în funcția de președinte al țării.
- 2009: Sunt descoperite primele părți din Tezaurul de la Staffordshire, cea mai mare descoperire de tezaur până în prezent din timpul anglo-saxonilor. Tezaurul este alcătuit din peste 3.500 de articole, însumând un total de 5,1 kg de aur, 1,4 kg de argint și aproximativ 3.500 de bijuterii de granat.[1]
- 2016: Sonda spațială, Juno, a intrat pe orbita planetei Jupiter, după ce a fost lansată la 5 august 2011 de la Cape Canaveral.
- 2024: Keir Starmer devine oficial prim-ministru al Regatului Unit după ce acceptă invitația regelui Charles al III-lea de a forma un guvern majoritar.[2]

## Nașteri
- 1554: Elisabeta de Austria, soția regelui Carol al IX-lea al Franței (d. 1592)
- 1675: Mary Walcott, acuzată în cadrul proceselor de vrăjitorie de la Salem
- 1717: Pedro al III-lea al Portugaliei, consortul Mariei I a Portugaliei (d. 1786)
- 1723: Filip al II-lea, Conte de Schaumburg-Lippe (d. 1787)
- 1755: Sarah Siddons, actriță britanică de teatru (d. 1831)
- 1761: Louis-Léopold Boilly, pictor francez (d. 1845)
- 1801: David Farragut, comandant naval american (d. 1870)
- 1802: Pavel Nahimov, amiral rus (d. 1855)
- 1810: P. T. Barnum, proprietar american de circ (d. 1891)

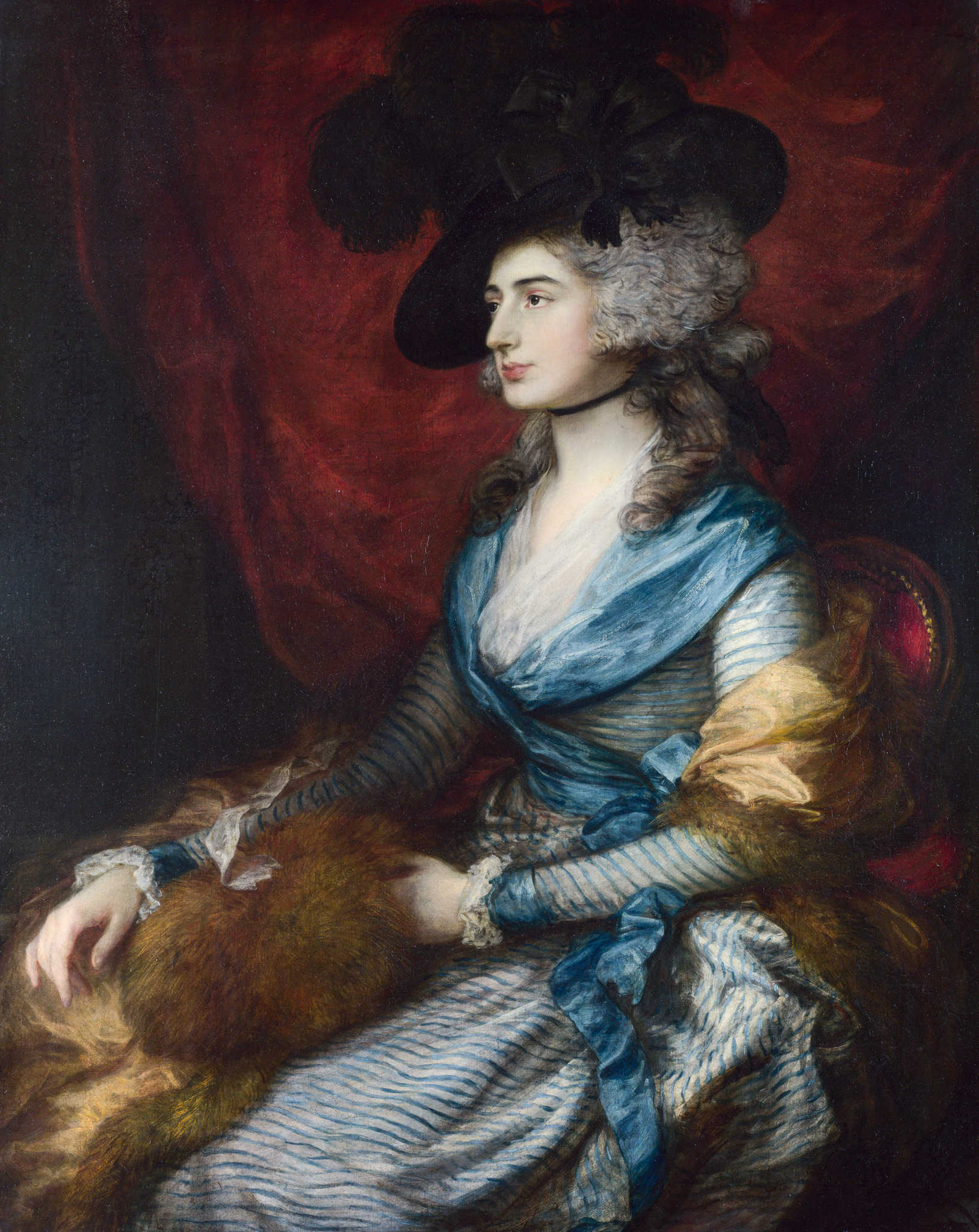
Sarah Siddons, actriță britanică
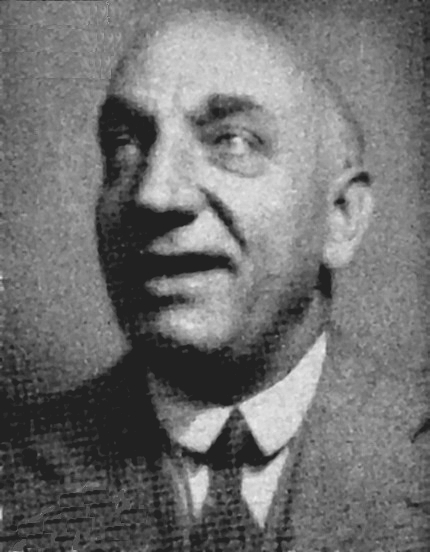
Constantin Tănase, actor de revistă român
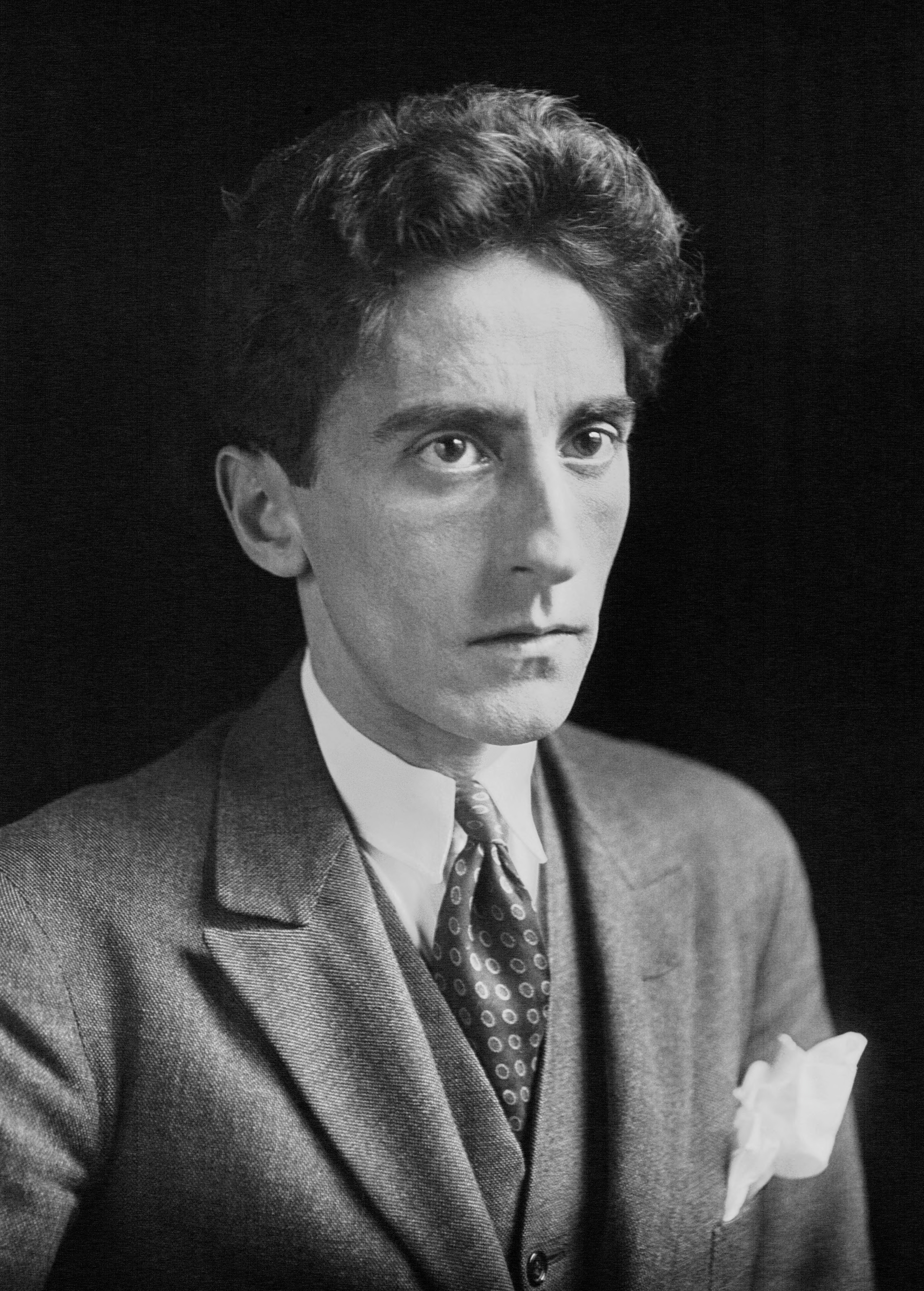
Jean Cocteau, scriitor francez

- 1814: Anton Kagerbauer, arhitect transilvănean (d. 1872)
- 1820: William Rankine, inginer și fizician scoțian (d. 1872)
- 1833: Visarion Roman, publicist și om politic român, membru corespondent al Societății Academice Române (d. 1885)
- 1844: Edmond Marie Petitjean, pictor francez (d. 1925)
- 1853: Cecil Rhodes, politician sud-african,  fondatorul statului Rhodesia (d. 1902)
- 1860: Robert Bacon, politician american (d. 1919)
- 1879: Dwight F. Davis, tenisman și politician american (d. 1945)
- 1880: Jan Kubelík, compozitor și violonist ceh (f. 1940)
- 1880: Constantin Tănase, actor de revistă și scriitor român (d. 1945)
- 1881: Henri Le Fauconnier, pictor francez (d. 1946)
- 1889: Jean Cocteau, scriitor francez (d. 1963)
- 1891: John Howard Northrop, chimist american, laureat Nobel (d. 1987)
- 1899: Marcel Arland, romancier, critic literar și jurnalist francez (d. 1986)
- 1902: Ion Moța, avocat și politician român, membru fondator al Mișcării Legionare (d. 1937)
- 1911: Georges Pompidou, politician francez, președinte al Franței (d. 1974)
- 1928: Juris Hartmanis, informatician american de origine letonă (d. 2022)
- 1928: Pierre Mauroy, politician francez (d. 2013)
- 1928: Constantin Olteanu, politician comunist român (d. 2018)
- 1930: Ada Brumaru, muzicolog român (d. 2008)
- 1931: Alexandru Oprea, istoric și critic literar român (d. 1983)
- 1935: Nikolaus Berwanger, jurnalist și scriitor român de origine germană (d. 1989)
- 1936: James Mirrlees, economist scoțian, laureat Nobel (d. 2018)
- 1940: Ottó Tolnai, scriitor maghiar (d. 2025)
- 1946: Gerardus 't Hooft, fizician olandez, laureat Nobel
- 1950: Ilie Neacșu politician român
- 1958: Bogdan Ghiu, poet, eseist, realizator radio-tv român
- 1958: Tzipi Livni, politician israelian
- 1966: Roland Agalliu, fotbalist albanez
- 1966: Kathryn Erbe, actriță americană
- 1966: Irina Movilă, actriță română
- 1966: Gianfranco Zola, fotbalist italian
- 1968: Marian Hoinaru, politician român

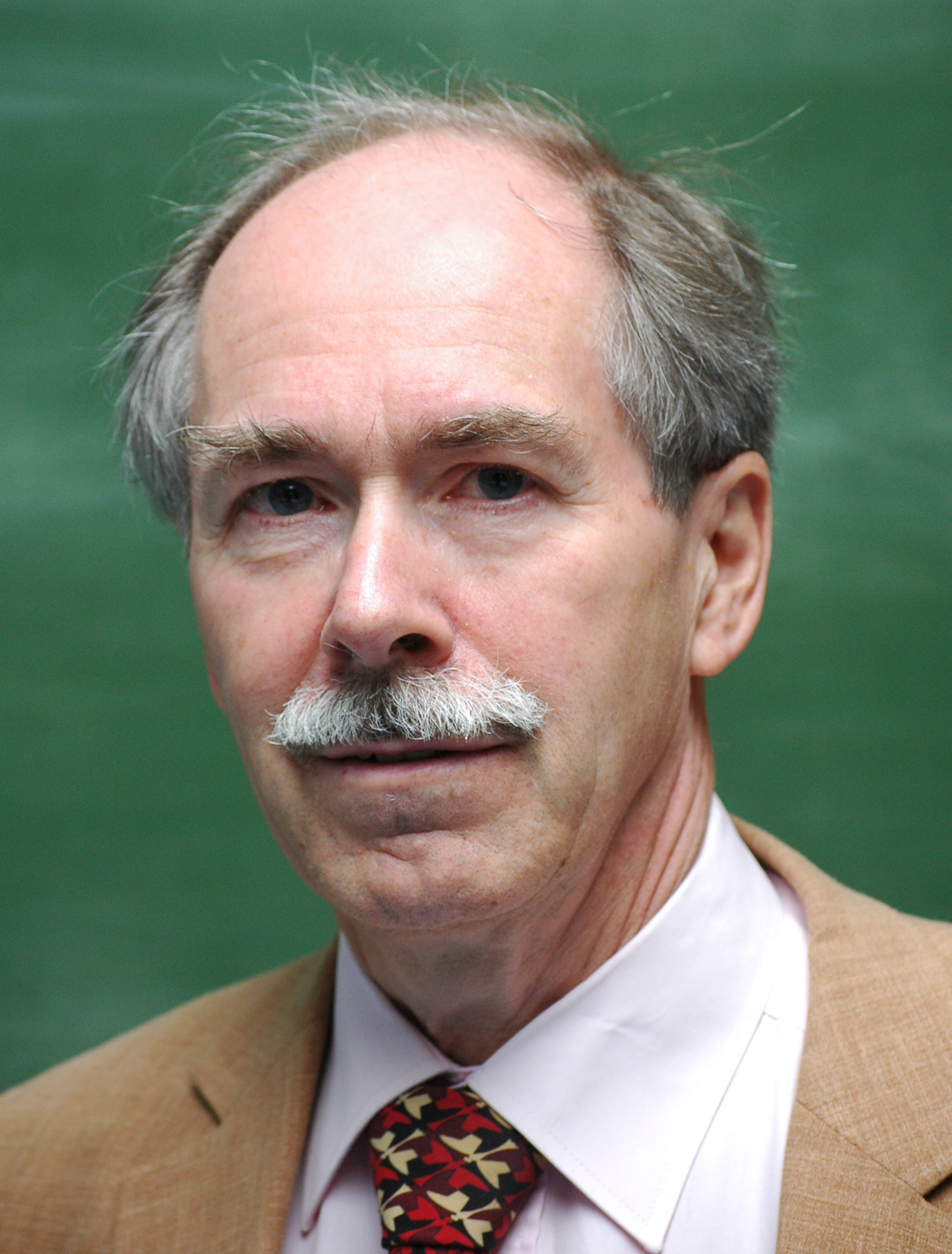
Gerardus 't Hooft, fizician olandez, laureat Nobel
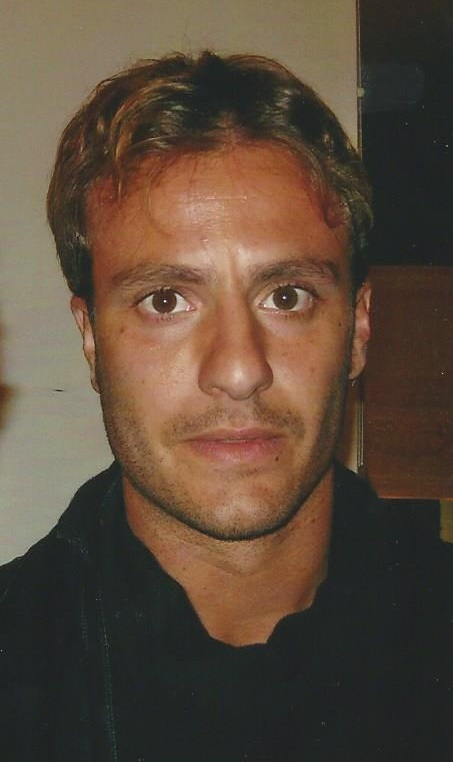
Alberto Gilardino, fotbalist italian

- 1968: Radu Ștefan Mazăre, politician român, primar al Constanței
- 1969: RZA (Robert Fitzgerald Diggs), cântăreț, actor, textier, rapper, producător muzical, regizor și scenarist american
- 1973: Marcus Allbäck, fotbalist suedez
- 1973: Márcio Amoroso, fotbalist brazilian
- 1975: Hernán Crespo, fotbalist argentinian
- 1975: Cornel Dobre, fotbalist român
- 1976: Nuno Gomes, fotbalist portughez
- 1979: Shane Filan, muzician irlandez (Westlife)
- 1979: Amélie Mauresmo, tenismenă franceză
- 1979: Stiliyan Petrov, fotbalist bulgar
- 1980: Csaba Borbély, fotbalist român
- 1981: Cosmin Gabriel Popp, politician român
- 1982: Alberto Gilardino, fotbalist italian
- 1982: Philippe Gilbert, ciclist belgian
- 1986: Ashkan Dejagah, fotbalist german
- 1987: Alexander Kristoff, ciclist norvegian
- 1991: Jason Dolley, actor american
- 1996: Dolly, primul mamifer clonat (d. 2003)
- 2005: Sombr, cântăreț american

## Decese
- 1833: Nicéphore Niépce, inventator francez (n. 1765)
- 1900: Henry Barnard, pedagog american (n. 1811)
- 1904: Abai Kunanbaev, poet kazah (n. 1845)
- 1908: Jonas Lie, autor norvegian (n. 1833)
- 1911: Maria Pia de Savoia, soția regelui Luís I al Portugaliei (n. 1847)
- 1927: Albrecht Kossel, biochimist german, laureat Nobel (n. 1853)

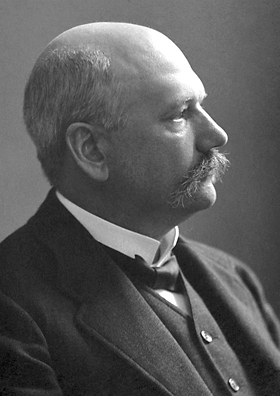
Albrecht Kossel, biochimist german, laureat Nobel
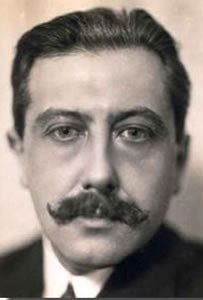
Georges Bernanos, scriitor francez
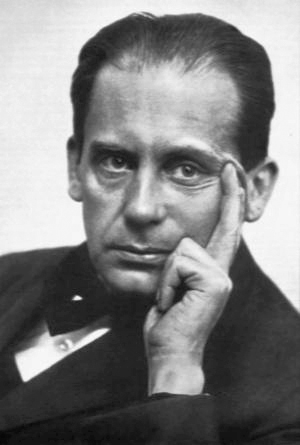
Walter Gropius, architect german

- 1936: Cezar Papacostea, filolog clasicist de origine aromână, scriitor și traducător, membru corespondent al Academiei Române (n. 1886)
- 1948: Georges Bernanos, scriitor francez (n. 1888)
- 1966: George de Hevesy, chimist maghiar, laureat al Premiului Nobel (n. 1885)
- 1969: Wilhelm Backhaus, pianist german (n. 1884)
- 1969: Walter Gropius, architect german (n. 1883)
- 1969: Leo McCarey, regizor american (n. 1898)
- 1972: Raúl Leoni, politician și președinte al Venezuelei (1964-1969) (n. 1905)
- 1975: Otto Skorzeny, membru al trupelor speciale germane, salvatorul lui Benito Mussolini (n. 1908)
- 1991: Nobuo Nakamura, actor japonez (n. 1908)
- 1997: Ioan Alexandrescu, compozitor și dirijor de cor român (n. 1912)
- 1999: Mihai Cioroianu, alpinist român (n. 1967)
- 1999: Liviu Petrescu, filolog, membru al Academiei Române (n. 1941)
- 2003: Isabela, contesă de Paris (n. 1911)
- 2007: Kerwin Mathews, actor american (n. 1926)
- 2015: Prințesa Dorothea de Bavaria (n. 1920)
- 2018: Claude Lanzmann, regizor de film francez (n. 1925)
- 2018: Jean-Louis Tauran, cardinal francez (n. 1943)
- 2021: Raffaella Carrà, cântăreață și actriță italiană (n. 1943)

## Sărbători
- Algeria: Sărbătoare națională. Proclamarea independenței față de Franța (1962)
- Republica Capului Verde: Sărbătoare națională. Proclamarea independenței față de Portugalia (1975)
- Cehia și Republica Slovacă: Ziua Apostolilor slavi Chiril și Metodiu (se sărbătorește începând cu anul 1990)
- Venezuela: Sărbătoare națională. Proclamarea independenței față de Spania (1811)
- Romania: Ziua națională a Curajului (2020)